# Apollosa
Apollosa ist eine italienische Gemeinde (comune) mit 2467 Einwohnern (Stand 31. Dezember 2023) in der Provinz Benevento in Kampanien. Die Gemeinde liegt etwa 8,5 Kilometer südwestlich von Benevento im Valle Caudina.

## Geschichte
Der Ort liegt an der Via Appia. Aus dem Jahre 203 nach Christus ist ein Römerlager erhalten.

## Verkehr
Die Strada Statale 7 Via Appia bildet die südöstliche Gemeindegrenze.